# 古賀すたいる
古賀すたいる（こがすたいる）は、市民活動団体「古賀すたいる」が運営する地域情報ポータルサイト。福岡県古賀市とその周辺地域に特化したグルメやニュース、店舗の開店・閉店情報といった、地元の話題を発信している。ブログ形式のサイトは写真を多用し、古賀市に在住する地域住民のほか、市外から通勤・通学する有志が執筆に参加していることが特徴。

## 概要
「結婚・出産後、家族の転勤に伴い古賀市に転入した者」が中心となり、「古賀市在住で市外に通勤する者」「古賀市育ちで学業・仕事で市外に転出したがUターンしてきた者」が発起人となって結成。のちに「市外在住で、古賀市に通勤・通学する者」などが加入する。生活者の視点で古賀の地域情報を収集・発信している。また、インターネット上で空き店舗整備資金を集めるクラウドファンディングや特定健診を受診した場合に古賀市内の店舗で特典を受けられる「けんしん割」などさまざまな事業を展開している。

## 沿革
- 2013年11月 - サイトを開設。
- 2016年7月 - 第24回参議院議員通常選挙を舞台とした選挙啓発活動「せんきょ割」を古賀市選挙管理委員会および取材先の飲食店等と協働して実施。
- 2017年12月 - 第48回衆議院議員総選挙を舞台とした選挙啓発活動「せんきょ割」を古賀市選挙管理委員会および取材先の飲食店等と協働して実施。
- 2018年11月 - 古賀市長選挙を舞台とした選挙啓発活動「せんきょ割」を古賀市選挙管理委員会および取材先の飲食店等と協働して実施。